# Stone & Thomas
Stone & Thomas was een warenhuisketen in de Verenigde Staten . De keten, gevestigd in Wheeling, West Virginia, had winkels in West Virginia, Virginia, Kentucky en Ohio . Het bedrijf werd in 1998 overgenomen door Elder-Beerman, een in Ohio gevestigde warenhuisketen.

## Geschiedenis

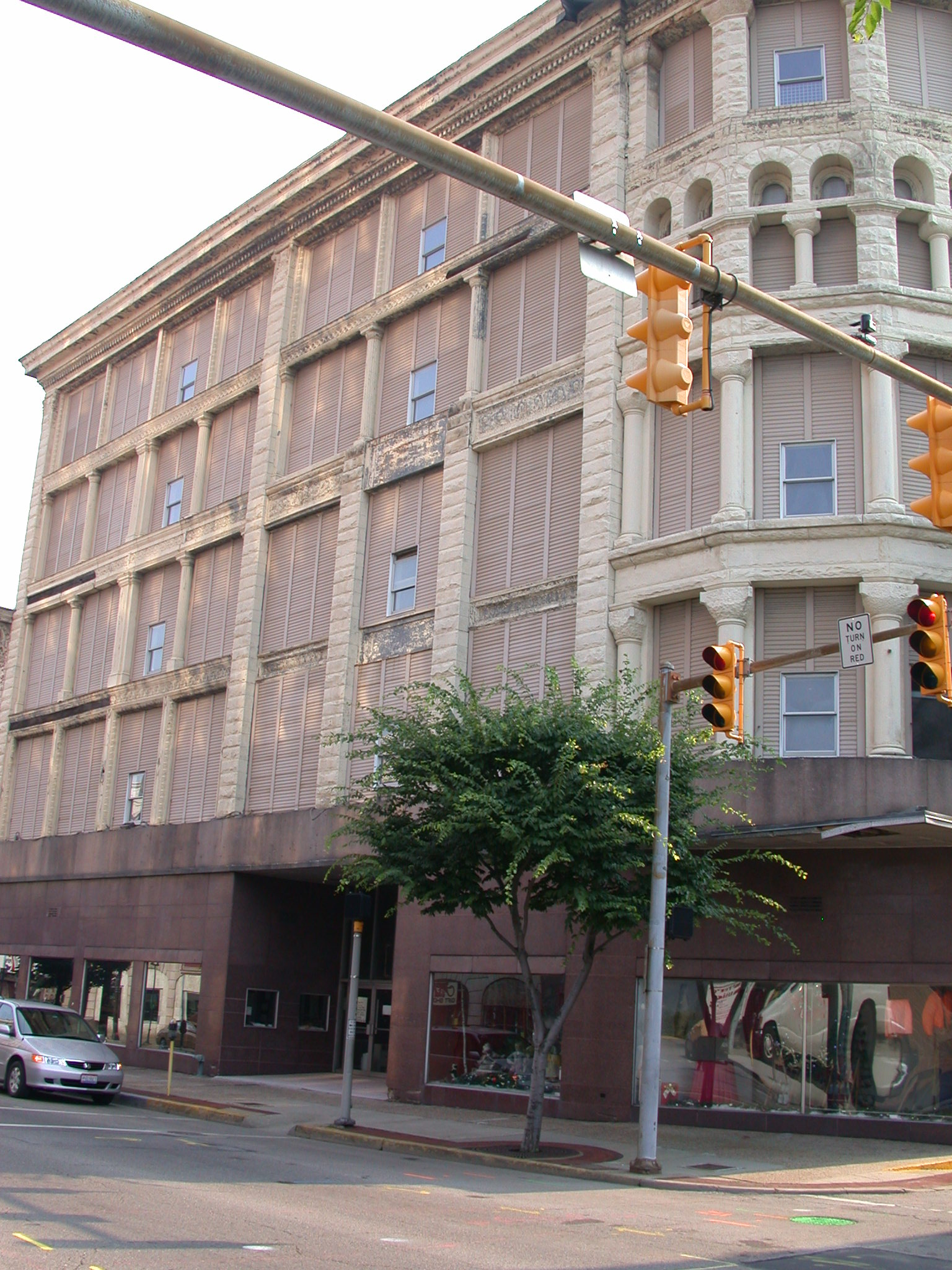
Leegstaande vlaggenschipwinkel in Wheeling.

Stone and Thomas werd in 1847 in Wheeling, Virginia opgericht door Elijah J. Stone en Jacob C. Thomas. Ook wel Stone's of "The People's Store" genoemd, was het 150 jaar lang een instelling in West Virginia. Vanuit de vlaggenschipwinkel in het centrum van Wheeling, breidde het warenhuis zich uit met filialen in Huntington in de jaren 1910, Charleston in 1928 en in de meeste grote steden van West Virginia. In 1956 kochten Stone en Thomas Broida's uit Parkersburg, en voor een korte tijd heette het Broida's, Stone & Thomas. De keten groeide uit tot 19 winkels in West Virginia, twee in Virginia, één winkel in Ashland, Kentucky en één winkel in St. Clairsville, Ohio.
Stone's was een zeer tienervriendelijke winkel. Het sponsorde modeshows op middelbare scholen, hield theekransjes en had een Stone-agers-programma voor tieners. Gedurende de jaren 1990 wilde het bedrijf zich meer concentreren op de winkels in de voorsteden en sloot het een aantal van de oudere winkels in de binnenstad in Huntington en Clarksburg.
In 1998 dwongen dalende winsten Stone & Thomas om zichzelf te verkopen aan Elder-Beerman voor $ 38 miljoen. Alle bestaande Stone & Thomas-winkels werden in 1999 omgebouwd tot Elder-Beerman. Zes locaties werden verkocht aan Peebles en nog drie locaties werden verkocht aan Belk. Na de verhuizing van de Stone & Thomas-ankerwinkel in de Ohio Valley Mall naar een grotere locatie, werd de vrijgekomen winkel omgebouwd tot een Burlington Coat Factory filiaal en  vervolgens Steve & Barry's University Sportswear en ten slotte Crafts 2000. De  filiaal in Huntington werd gekocht door Marshall University en omgevormd tot de afdeling Art & Design voor studenten toegepaste kunst. De kunstafdeling van de universiteit betrok het gebouw en opende 18 september 2014. De winkel in het centrum van Wheeling werd verbouwd tot kantoorruimte.
De winkel in het centrum van Charleston, gebouwd in 1948, stond lange tijd leeg nadat het warenhuis in 1997 naar het winkelcentrum Charleston Town Centre verhuisde. Op 15 november 2019 kondigde BridgeValley Community and Technical College aan dat het de aankoop van het Charleston-gebouw zou onderzoeken om het te renoveren voor gebruik als de Kanawha Valley-campus.